# Paluani Chievo 1981-1982
Nella stagione 1981-1982 il Paluani Chievo disputò il suo settimo campionato di Interregionale.

## Rosa
| Giocatore       | Ruolo | Reti |
| Anselmi         |       | 0    |
| Barlottini      |       | 4    |
| Beltrame        |       | 0    |
| Bertaiola       |       | 5    |
| Bonfaini        |       | 0    |
| Castellini      | P     | 0    |
| Conati          |       | 0    |
| Concato         |       | 0    |
| Fasoli Giorgio  | D     | 0    |
| Paolo Galli     | C     | 2    |
| Girelli         |       | 0    |
| Melchiori       |       | 0    |
| Fausto Nosè     | A     | 5    |
| Pianetti Renato | A     | 1    |
| Piva            |       | 3    |
| Pizzini         |       | 0    |
| Ruggia          |       | 0    |
| Solfo           |       | 0    |
| Stara           |       | 0    |
| Tomelleri G. L. |       | 0    |
| Alberto Vanoni  | A     | 7    |
| Zanotti         |       | 0    |

Giocatori utilizzati: 22
Allenatore: Dario Baruffi

## Risultati

### Campionato
| G  | Casa            | Ospite          | Risultato | Marcatori                          |
| 1  | Ospitaletto     | Paluani Chievo  | 2-1       | Barlottini                         |
| 2  | Paluani Chievo  | Saronno         | 1-0       | Pianetti                           |
| 3  | Solbiatese      | Paluani Chievo  | 0-0       |                                    |
| 4  | Paluani Chievo  | Caratese        | 1-2       | Nosè                               |
| 5  | Feralpi Lonato  | Paluani Chievo  | 2-0       |                                    |
| 6  | Paluani Chievo  | Benacense 1905  | 2-2       | Vanoni, Nosè                       |
| 7  | Trevigliese     | Paluani Chievo  | 1-0       |                                    |
| 8  | Paluani Chievo  | Sondrio         | 3-1       | Vanoni, Bertaiola, Barlottini rig. |
| 9  | Paluani Chievo  | Romanese        | 0-0       |                                    |
| 10 | Aurora Desio    | Paluani Chievo  | 0-0       |                                    |
| 11 | Paluani Chievo  | Bolzano         | 1-1       | Vanoni                             |
| 12 | Gallaratese     | Paluani Chievo  | 3-0       |                                    |
| 13 | Paluani Chievo  | Passirio Merano | 1-3       | Bertaiola                          |
| 14 | Leffe           | Paluani Chievo  | 1-1       | Vanoni                             |
| 15 | Paluani Chievo  | Rovereto        | 1-3       | Galli                              |
| 16 | Paluani Chievo  | Ospitaletto     | 1-1       | Piva                               |
| 17 | Saronno         | Paluani Chievo  | 0-1       | Vanoni                             |
| 18 | Paluani Chievo  | Solbiatese      | 2-1       | Barlottini 2 (1 su rig.)           |
| 19 | Caratese        | Paluani Chievo  | 1-1       | Galli                              |
| 20 | Paluani Chievo  | Feralpi Lonato  | 1-4       | Piva                               |
| 21 | Benacense 1905  | Paluani Chievo  | 0-0       |                                    |
| 22 | Paluani Chievo  | Trevigliese     | 0-0       |                                    |
| 23 | Sondrio         | Paluani Chievo  | 1-0       |                                    |
| 24 | Romanese        | Paluani Chievo  | 1-0       |                                    |
| 25 | Paluani Chievo  | Aurora Desio    | 1-0       | Vanoni                             |
| 26 | Bolzano         | Paluani Chievo  | 0-0       |                                    |
| 27 | Paluani Chievo  | Gallaratese     | 1-0       | Nosè                               |
| 28 | Passirio Merano | Paluani Chievo  | 0-2       | Nosè, Bertaiola                    |
| 29 | Paluani Chievo  | Leffe           | 3-0       | Vanoni, Piva, Nosè                 |
| 30 | Rovereto        | Paluani Chievo  | 1-2       | Bertaiola 2                        |

| Giocate | Vinte | Nulle | Perse | Goal fatti | Goal subiti | Punti |
| 30      | 9     | 11    | 10    | 27         | 31          | 29    |